# Carpi
Carpi (Chèrp in dialetto carpigiano) è un comune italiano di 73 571 abitanti della provincia di Modena in Emilia-Romagna.
Il comune, il più popoloso della provincia dopo il capoluogo e undicesimo della regione Emilia-Romagna, è sede principale dell'Unione delle Terre d'Argine, insieme ai comuni di Soliera, Novi di Modena e Campogalliano. Nella frazione di Fossoli è situato il campo di Fossoli, un campo di concentramento utilizzato durante il periodo nazifascista.

## Geografia fisica
Il territorio di Carpi appartiene alla pianura modenese. Il capoluogo è situato a circa 20 chilometri a nord-ovest da Modena.
Secondo i dati della stazione meteorologica di Modena gode del tipico clima temperato continentale della pianura padana e delle medie latitudini, con inverno moderatamente rigido, con poche precipitazioni e con frequenti giornate di nebbia; mentre l'estate è calda ed afosa, specialmente nei mesi di luglio e agosto, con temperature che possono salire oltre i 35 °C e con precipitazioni a carattere temporalesco. La primavera e l'autunno sono generalmente piovosi e umidi, con clima più mite.

## Storia

### Fondazione

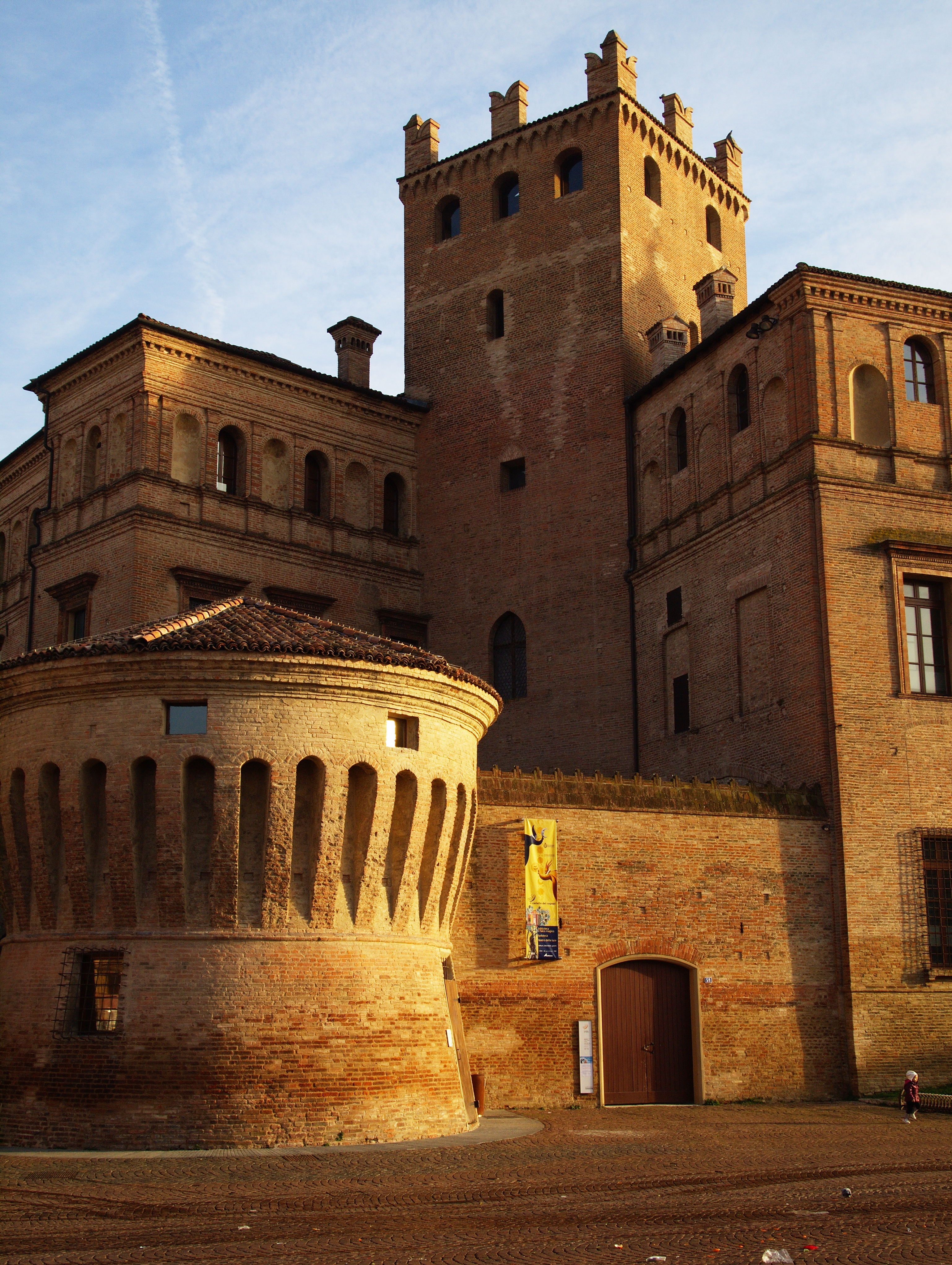
Castello dei Pio

Sembra del tutto priva di fondamento la leggenda che vorrebbe la fondazione di Carpi legata al re dei longobardi Astolfo. Questi avrebbe infatti fondato sia la città sia la pieve per onorare un suo voto dopo aver ritrovato un suo falcone. E allo stesso modo sembra infondata l'origine della città legata ad un esodo di popolazioni dai Balcani, quella dei Carpi. L'unico punto che sembra confermato storicamente è quello relativo al carpino sul quale il re avrebbe ritrovato il falcone, ma solo per il nome, perché il toponimo Carpi deve essere in realtà collegato alla situazione del paesaggio padano, all'epoca ricco di boschi caratterizzati da alberi di alto fusto, e tra questi moltissimi esemplari di carpino.
Carpi quindi fu un borgo medievale di origine preistorica (civiltà villanoviana) rifondato, probabilmente come roccaforte (castrum Carpi), nell'Alto Medioevo.

### Signoria di Carpi
A partire dal XIV secolo, dal 1336 al 1527 fu sede della Signoria di Carpi e poi contea dei Pio, sotto il loro dominio diverse opere architettoniche vennero portate a termine, la città ebbe anche una certa rinascita artistica, la signoria ebbe relazioni strette con il ducato di Mantova e la signoria di Mirandola, siccome alleato con la Francia, Alberto III perse i propri domini dopo la guerra di Pavia dove appunto la Francia venne sconfitta. Nel 1530 la contea, divenuta principato nel 1535, viene infeudata ai domini estensi. Nel 1779 fu eretta a sede diocesana.

### XX secolo
Durante la seconda guerra mondiale, a partire dal 1942, nella frazione di Fossoli fu attivo un campo di prigionia e concentramento. Da qui numerosi internati furono deportati verso i campi di sterminio in Germania. In seguito è divenuto memoriale e museo della seconda guerra mondiale. Il comune di Carpi ha inoltre allestito il Museo-monumento al deportato politico e razziale per ricordare quel periodo storico ed organizza regolarmente numerose manifestazioni in memoria dell'Olocausto.
Durante la guerra di liberazione la città ed il territorio comunale furono teatro di alcune sanguinose stragi compiute dai fascisti contro i partigiani e la popolazione civile, come l'eccidio di piazza dei Martiri (16 vittime) e l'eccidio di Quartirolo (32 vittime).
Carpi venne decorata per i sacrifici delle sue popolazioni e per l'attività nella lotta partigiana durante il conflitto, che procurò molti lutti nella popolazione. Nell'opera di soccorso ai perseguitati e agli ebrei si distinse ad esempio Odoardo Focherini che venne deportato a sua volta nel campo di concentramento di Hersbruck dove morì.. Medaglia d'oro dell'Unione delle Comunità Ebraiche Italiane nel 1955, Giusto tra le nazioni a Yad Vashem nel 1969, Focherini è stato ricordato nel 2006, nel centenario della sua nascita, con importanti manifestazioni con ospiti internazionali Fu beatificato dalla Chiesa il 15 giugno 2013.
Il campo di Fossoli fu la prima sede dell'iniziativa di don Zeno Saltini a favore degli orfani di guerra e dei diseredati che poi portarono alla comunità di Nomadelfia.
Carpi è stata colpita dal terremoto dell'Emilia del 2012, con seri danni in tutto il centro storico, in particolare al patrimonio artistico. Sono state lesionate seriamente numerose chiese tra le quali il duomo, San Nicolò, San Francesco, la chiesa della Sagra, e poi la curia vescovile ed il teatro comunale. I danni alle abitazioni sono invece risultati abbastanza limitati.

### Simboli
Lo stemma di Carpi è stato riconosciuto con decreto del capo del governo del 14 gennaio 1926.
Lo scudo è circondato dagli ornamenti esteriori di Città.
Nello stemma è rappresentata la leggenda del falcone da caccia del re Astolfo che si sarebbe posato su un albero di carpine, interpretandolo come un segno divino il re decise di erigere in quel luogo una cappella, primo nucleo della chiesa di Santa Maria in Castello intorno alla quale si sarebbe sviluppata la città. Il gonfalone è un drappo rettangolare di bianco a due fasce di rosso.

### Onorificenze
La città di Carpi è tra le città decorate al valor militare per la guerra di liberazione, insignita della medaglia d'oro al merito civile e della medaglia d'argento al valor militare per i sacrifici delle sue popolazioni e per l'attività nella lotta partigiana durante la seconda guerra mondiale:

### Nobiltà civica
La città godette di una propria nobiltà civica documentata da un libro d'oro della nobiltà conservato negli archivi comunali. La Consulta araldica del Regno d'Italia riconobbe la nobiltà civica della città di Carpi inserendone diverse famiglie nel libro d'oro della nobiltà italiana col titolo di Nobile di Carpi. Non sembrano aver fondamento le asserzioni relative ad una nobiltà civica carpigiana antecedente l'arrivo degli Este ma secondo le conclusioni di un congresso italo-spagnolo tenutosi a Roma nel 1958 e che approfondì i temi attinenti la storia comunale i titoli di patrizio riferiti in particolare a Mirandola, Carpi, Finale Emilia e Correggio vennero per un certo periodo usati impropriamente, dedotti per analogia, mentre, a partire dal 1738, la situazione mutò e tale nobiltà civica venne riconosciuta.

## Monumenti e luoghi d'interesse

### Architetture religiose

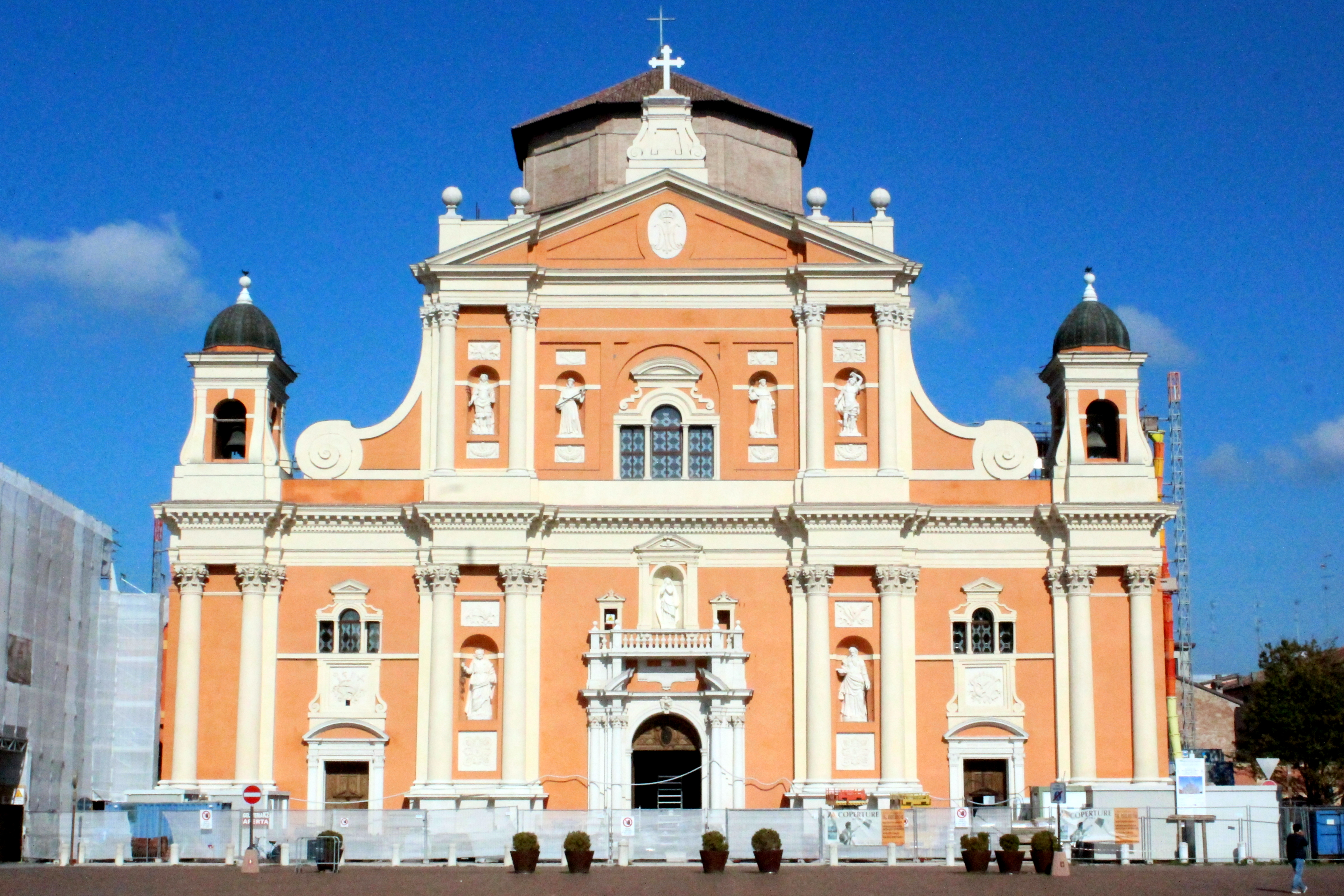
Basilica cattedrale di Santa Maria Assunta.

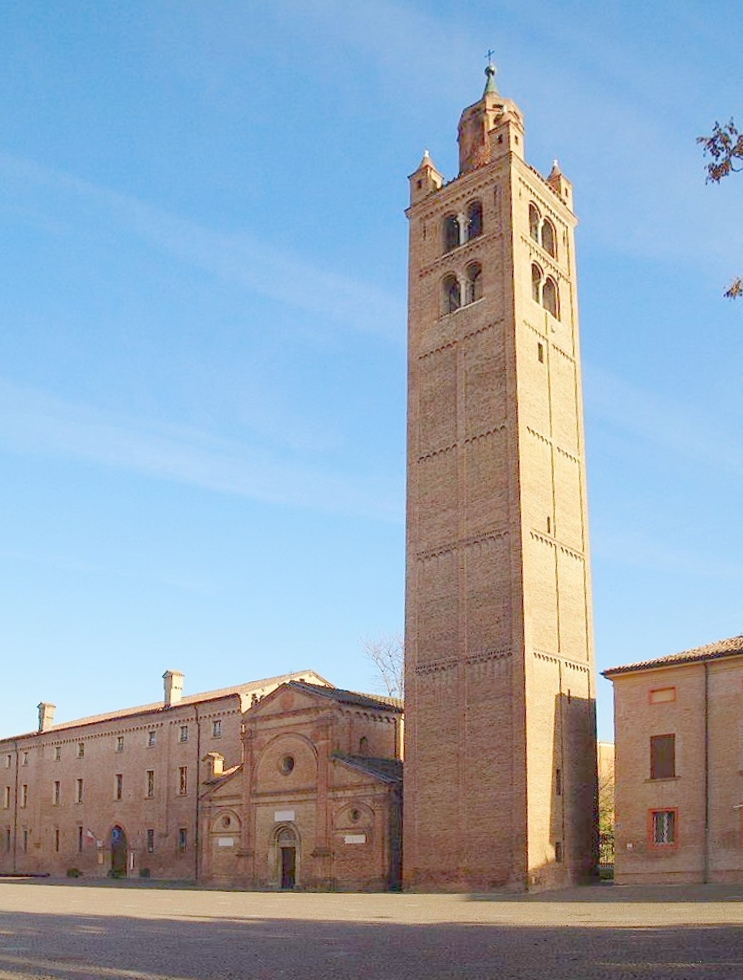
La Sagra

#### Chiese
- Basilica cattedrale di Santa Maria Assunta, duomo di Carpi e basilica minore dal 1979. La sua costruzione iniziò nel XVI secolo e terminò tre secoli più tardi. Venne pesantemente danneggiata dal terremoto dell'Emilia del 2012 ed è stata riaperta al culto nel 2017, dopo lunghi lavori di restauro.[21]
- Chiesa di Santa Maria in Castello, detta la Sagra, si trova in piazzale Re Astolfo. L'antica pieve fu fondata in epoca longobarda e arricchita in seguito con affreschi e marmi. La facciata fu realizzata nel rinascimento da Baldassarre Peruzzi e comprese anche elementi provenienti da un altro edificio religioso fra i quali alcuni lavori della scuola dell'Antelami. Accanto alla pieve c'è il suo alto campanile.
- Chiesa patronale di San Bernardino da Siena.
- Chiesa di Santa Chiara in corso Fanti che conserva all'interno il corpo di Camilla Pio di Savoia, fondatrice nel 1500 dell'annesso monastero delle Clarisse.
- Chiesa del Santissimo Crocifisso (detta del Cristo o dell'Adorazione), unica chiesa di architettura barocca in città.
- Chiesa di San Nicolò con i suoi chiostri, bell'esempio di architettura cinquecentesca.
- Chiesa di Sant'Ignazio, attigua al seminario vescovile e sede del museo diocesano di Carpi
- Chiesa di San Francesco d'Assisi, già esistente a partire dal XIII secolo.
- Chiesa di Santa Croce nella frazione di Santa Croce.
- Chiesa di Sant'Agata Vergine e Martire a Cibeno Pile
- Chiesa di Santa Giulia a Migliarina
- Ex Chiesa di Santa Maria delle Grazie

#### Sinagoghe
Sinagoga di Carpi, in via Rovighi, un tempo zona del ghetto, chiusa al culto agli inizi del XX secolo che è divenuta sede della Fondazione Fossoli. Al suo interno si conservano pregevoli architetture e alcuni arredi.

### Architetture civili

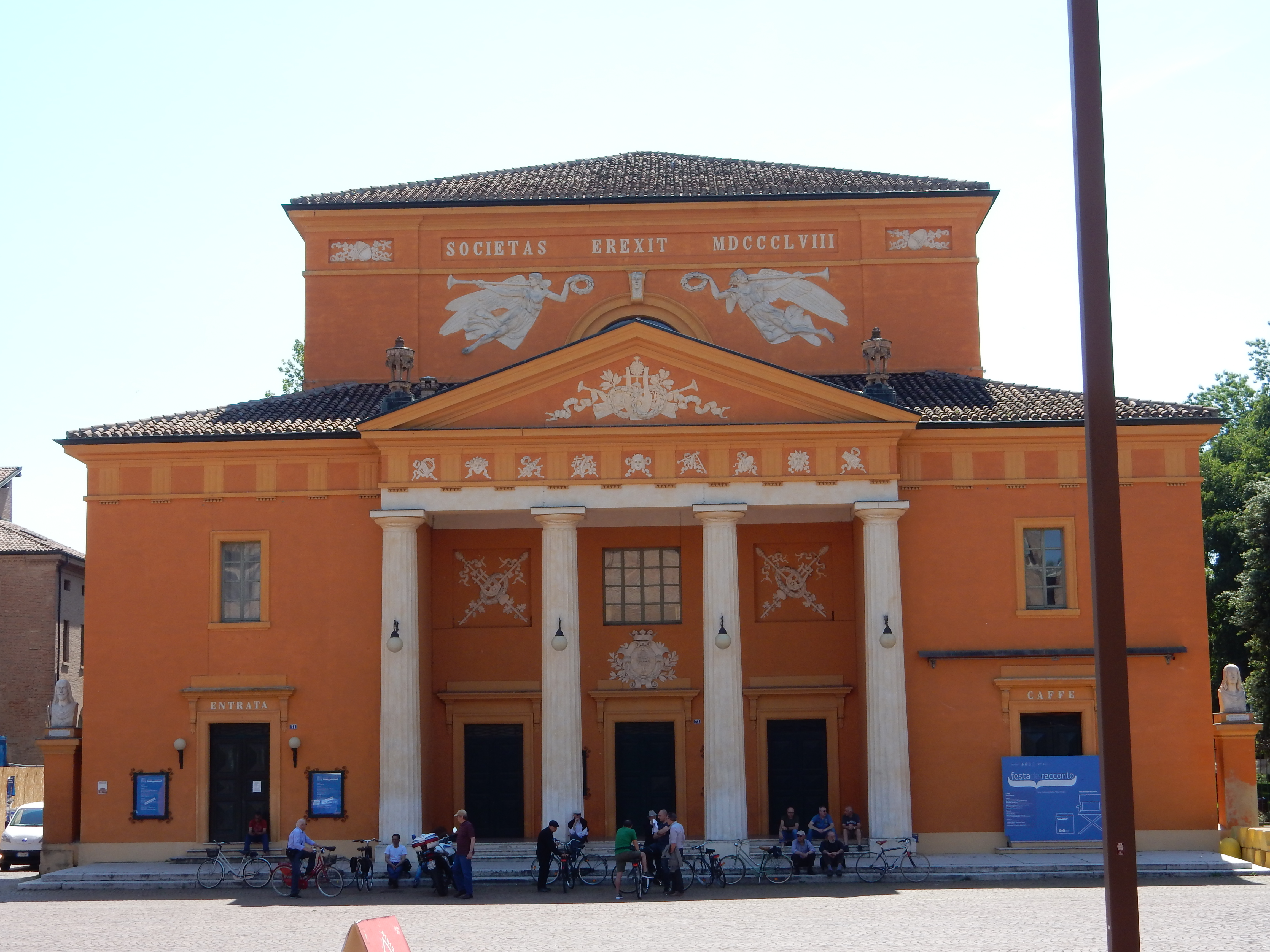
Teatro Comunale

- Piazza dei Martiri, chiusa sul lato occidentale da un unico lungo portico di 53 colonne e dal lato settentrionale dalla basilica cattedrale di Santa Maria Assunta comprende molti edifici monumentali.
- Portici: il più noto è il portico del Grano di corso Alberto Pio, terminanti in piazza Garibaldi. In piazza Martiri invece è il Portico Lungo (52 arcate, stile rinascimentale). Notevole anche il portico di San Nicolò, che si prolunga dall'antico convento francescano per buona parte di via Berengario.
- Le porte e le mura, abbattute all'inizio del XX secolo. Al posto del tracciato delle mura sono stati aperti dei viali di scorrimento e in luogo delle porte dei piazzali. Tra le più celebri si ricordano Barriera Fanti (ora piazzale Dante Alighieri), Porta Modena (piazzale Ramazzini) e Porta Mantova (piazzale Marconi).
- Teatro comunale, neoclassico
- Auditorium San Rocco
- Palazzo Foresti, visitabile solo da qualche anno. Conserva numerosi quadri dell'Ottocento e del Novecento, inclusi anche dipinti di alcuni macchiaioli.
- Torre Stoffi, di inizio XVI, in località Gargallo di Carpi, costruita dai Pio, signori di Carpi, come opera di sorveglianza e difesa presso il Canale di Carpi, a ridosso del confine con la piccola signoria Estense di San Martino, ebbe una breve stagione come opera militare.
- Torre Spuntona presenti nella località di Budrione, avamposto difensivo
- Corte di Fossoli, tipica corte rustica che aveva un ruolo di vera e propria azienda agricola, tipica emiliana.
- Casino di Caccia Pio di Savoia, del XVI secolo.
- Casa Rebecchi, del XVII secolo con bassorilievi creati dallo scultore Ercole Caleffi compreso un portone in bronzo recante lo stemma della nobile famiglia Rebecchi.[22]
- Dopo i lavori iniziati nel 2005 il centro storico di Carpi è stato ristrutturato. La maggior parte delle colonne sono state ristuccate mentre corso Alberto Pio e corso Fanti, le vie che rispettivamente congiungono piazza Martiri a piazza Garibaldi (piazzetta), e sempre piazza Martiri al parco comunale sono state completamente rinnovate con un nuovo pavimento di pietra bianca, piante, panchine e lampioni.

Nel 2008, a cent'anni dalla squalifica di Dorando Pietri nella maratona delle olimpiadi londinesi del 1908, è stata inaugurata una statua dedicata all'atleta.

### Architetture militari
- Castello dei Pio. Si affaccia sul lato orientale della piazza ed è un insieme di edifici costruiti in tempi diversi. La torre merlata di Passerino Bonaccolsi è medievale, mentre sono rinascimentali l'Uccelliera, la lunga facciata e il torrione di Galasso Pio all'estremità sinistra. La torre dell'orologio è successiva. All'interno è notevole la cappella, con affreschi di Bernardino Loschi e Vincenzo Catena.
- Castelvecchio, in piazzale Re Astolfo, dedicato al celebre sovrano longobardo.

## Società

### Evoluzione demografica
Abitanti censiti

Il comune di Carpi ha raggiunto i 71 709 abitanti (71 709 all'aprile 2019 secondo i dati dell'anagrafe cittadina), anche grazie all'immigrazione, proveniente in particolare dai paesi dell'est Europa, dal Nordafrica e dal Subcontinente indiano.
L'evoluzione demografica ha comportato una intensa espansione edilizia, che ha da poco portato i confini abitati di Carpi (escluse le frazioni) oltre la tangenziale Bruno Losi e la ferrovia.

### Etnie e minoranze straniere
Al 31 dicembre 2018 gli stranieri residenti nel comune erano 10 290, ovvero il 14,32% della popolazione. Di seguito sono riportati i gruppi più consistenti:
1. Pakistan, 2 330
2. Romania, 1 220
3. Cina, 1 211
4. Tunisia, 772
5. Moldavia, 730
6. Marocco, 721
7. Ucraina, 499
8. India, 390
9. Ghana, 313
10. Albania, 248

### Tradizioni e folclore
- Sagra dell'Invenzione della Santa Croce, che si svolge annualmente presso il santuario della Madonna dell'Aiuto nella frazione di Santa Croce.[26]
- Sagra dell'Assunta, dal 1516 il 15 di agosto. La processione è dedicata alla titolare della basilica cattedrale di Carpi.[27]
- Mostardino è la maschera tradizionale di Carpi. Il nome potrebbe derivare da una particolare mostarda (la mostarda fina) e sia il personaggio sia la conserva alimentare sarebbero state ricordate da Francesco Guicciardini già nel XVI secolo.[28]
- Giostra Balsamica, disfida tra produttori di Aceto Balsamico Tradizionale di Modena dei quartieri e delle ville del carpigiano che si svolge annualmente in Ottobre[29]

## Cultura

### Istruzione

#### Musei

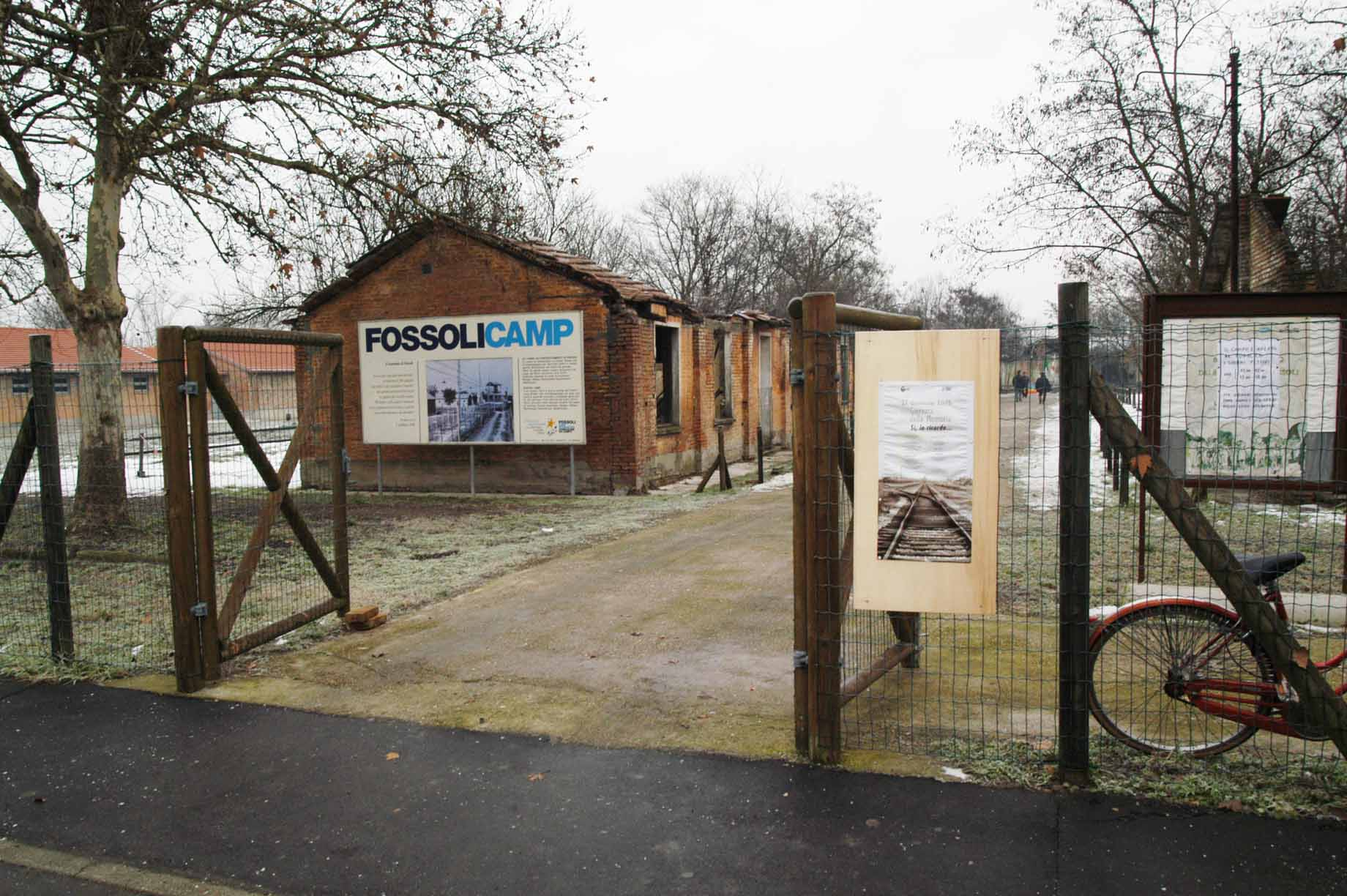
Ingresso del campo di concentramento di Fossoli

- Musei del Castello dei Pio comprendente le sezioni Museo del palazzo, Museo della città, l'Archivio storico comunale e il Castello dei ragazzi
- Polo della Fondazione Fossoli: comprendente il Museo Monumento al deportato, l'area dell'ex campo di concentramento di Fossoli e la ex-sinagoga di via Rovighi
- Museo diocesano "Cardinale Rodolfo Pio di Savoia" all'interno della Chiesa di Sant'Ignazio.

#### Biblioteche
La Biblioteca multimediale Arturo Loria è stata inaugurata il 10 novembre 2007 accanto al Palazzo dei Pio, dove un tempo sorgeva la Manifattura di cappelli di paglia di Aristide Loria; nasce dalla fusione di tre edifici antestanti, la Biblioteca comunale, la Videoteca e la Fonoteca. Al suo interno vi è un auditorium per conferenze, seminari, esposizioni e riunioni.

#### Scuole
Carpi è sede di quattro scuole secondarie di secondo grado statali e di un centro di formazione professionale accreditato per l'obbligo formativo.

#### Università
Dal 2023 è presente una sede del Dipartimento di Ingegneria "Enzo Ferrari" dell'Università di Modena e Reggio Emilia presso il nuovo polo tecnologico.

#### Eventi
- Sagra di San Bernardino. Si tiene da circa 500 anni onore del patrono Bernardino da Siena attorno al 20 maggio.[32]
- Festivalfilosofia, dal 2001, un importante convegno a livello internazionale su vari temi filosofici, che ha anche come altre sedi le città di Modena e Sassuolo.
- Festa del racconto e premio letterario Arturo Loria.[33]
- VIE Scena Contemporanea Festival, dal 2005, in autunno.
- Biennale di Xilografia contemporanea, dal 1982 presso Palazzo Pio.[34]

### Media

#### Radio
- Radio Bruno, emittente radiofonica privata locale. Fondata nel maggio del 1976, trasmette su tutto il territorio di Emilia-Romagna e Toscana, e in alcune province limitrofe di altre regioni (Mantova, Verona, Pesaro e Urbino e La Spezia).
- Web Radio 5.9,[35] emittente nata a Cavezzo dopo il terremoto dell'Emilia del 2012 che si è fatta conoscere nelle cronache nazionali grazie alla serie televisiva Radio Emilia 5.9 - La mia vita dopo il terremoto[36] trasmessa su MTV dal 14 gennaio 2013. Dal 2016 ha inaugurato la propria sede a Carpi[37][38][39].

## Geografia antropica

### Quartieri
Il territorio della città non è suddiviso ufficialmente in quartieri, tuttavia alcune zone sono storicamente definite.
La zona del centro storico all'interno delle mura viene considerata unitaria ma è suddivisa dai toponimi ancora in vigore. Le zone di espansione residenziale prendono invece il nome da frazioni e località inglobate nel tessuto urbano (Quartirolo, Due Ponti, Cibeno) oppure dai nomi delle vie principali all'interno di essi.
- Centro storico: Borgofortino – Terranova (San Rocco) - Borgogioioso – Passo dei Cappuccini - Contrada San Francesco
- Nord e ovest: Remesina – Cibeno Pile – Osteriola – Pezzana.
- Sud ed est: Due Ponti – Quartirolo – Nazioni – Bollitora – Morbidina.

### Frazioni
Budrione, Cortile, Fossoli, Gargallo, Cantone, Migliarina, Santa Croce, San Marino e San Martino Secchia

## Economia
L'economia del territorio almeno sino alla metà del XIX secolo è rimasta legata all'agricoltura che si è poco a poco integrata con una fiorente attività manifatturiera. In particolare, in questo secondo caso, si è trattato sia dell'artigianato artistico della lavorazione della scagliola sia del trattamento del truciolo per ricavarne cappelli. Tali caratteristiche resero a lungo importante la zona carpigiana in tutta la provincia di Modena.
Già a partire dall'inizio del XX secolo Carpi iniziò a farsi conoscere in alcuni settori particolari della produzione agroalimentare, come il lattiero-caseario e il vitivinicolo. 
Nel secondo dopoguerra la città entrò in un settore nel quale sino ad allora era rimasta assente, quello del tessile e dell'abbigliamento, e divenne nota per le sue numerosissime piccole attività legate alla maglieria.
Come Biella, Treviso e Prato divenne parte dell'industria dell'abbigliamento made in Italy e pioniera di queste attività fu l'imprenditrice Maria Bigarelli. Le aziende più note nel settore sono Blumarine, Liu Jo, Gaudì, Denny Rose e Twin-Set.
In anni più recenti il settore tessile entrò in crisi a causa della concorrenza dei paesi dell'est europeo e dell'Asia.
A Migliarina di Carpi ha sede la Goldoni spa, importante azienda di macchine agricole. Rivestono ancora una certa importanza i laboratori di intrecciatori di vimini, di giunchi e di lavorazione del truciolo.

## Infrastrutture e trasporti

### Strade
Il comune è servito dall'autostrada A22 Modena-Brennero e dispone di una propria uscita, localizzata a sud della città.

### Ferrovie
A Carpi c'è la stazione ferroviaria, sulla ferrovia Mantova-Modena, situata in piazza della Stazione, nella zona est della città.

### Mobilità urbana
Il trasporto pubblico urbano del comune di Carpi è gestito dalla SETA.
Il territorio urbano è servito da 4 linee (blu, gialla, verde e rossa) che circolano dalle 6.30 alle 19.30 circa con frequenza di 30 minuti i giorni feriali e 60 minuti il sabato pomeriggio. Il servizio non è attivo nei giorni festivi. Vicino al polo scolastico di via Peruzzi è presente l'autostazione, terminal delle linee che servono le frazioni, l'area della Bassa modenese, Soliera e Modena e la provincia di Reggio Emilia.

### Aeroporti
Nella frazione di Budrione è presente un piccolo aeroporto.

## Amministrazione

Gonfalone civica

### Gemellaggi
La Città di Carpi è gemellata con
- Wernigerode[42]
- Boyarka[43]

## Sport
Il Giro d'Italia ha fatto tappa a Carpi tre volte.
- Il 28 maggio 1998 la 12ª tappa del Giro d'Italia 1998 si è conclusa a Carpi con la vittoria del francese Laurent Roux.
- Il 22 maggio 2008 la 12ª tappa del Giro d'Italia 2008 si è conclusa a Carpi con la vittoria in volata di Daniele Bennati.
- Il 29 maggio 2019 l'11ª tappa del Giro d'Italia 2019 è partita da Carpi e si è conclusa a Novi Ligure con la vittoria in volata dell'australiano Caleb Ewan.

Dal 1988 al 2016 ogni anno, la terza domenica di ottobre, a Carpi fu allestito il traguardo della Maratona d'Italia – Memorial Enzo Ferrari.
La squadra calcistica cittadina è l'A.C. Carpi, che nella stagione 2015-16 ha militato in Serie A.
La Pallamano Carpi 2019 milita in Serie A.
L'Universal Volley Modena è stata una società pallavolistica femminile di Modena fondata a Carpi.
L'Universal Pallavolo Carpi, è una società di pallavolo maschile, che disputa il campionato di serie B.
La squadra di pallacanestro cittadina è la Polisportiva Nazareno, con la prima squadra maschile che milita in Promozione, mentre la prima squadra femminile milita in Serie C. La Polisportiva dispone anche di un ampio settore giovanile. Ѐ inoltre presente anche il Carpine Basket 2015 militante anch'esso in Promozione.
Il Rugby Carpi partecipa al campionato di rugby federale, serie C.
Il Baseball Carpi A.S.D. partecipa al campionato di baseball federale, serie C1.
L'ASD Velosport Carpi partecipa al campionato di tennistavolo in serie C1.